# Linnaemya juvenilis
Linnaemya juvenilis là một loài ruồi trong họ Tachinidae.